# Dagmar Schäfer
Pour les articles homonymes, voir Schäfer.
Dagmar Schäfer (née le 23 mai 1968 à Adenau) est une sinologue allemande.

## Biographie
Dagmar Schäfer a étudié à l'université de Wurtzbourg, où elle a obtenu son doctorat en 1996 sous la direction de Dieter Kuhn (de). En 2005, elle est habilitée en sinologie. Schäfer traite de l'histoire des sciences et des technologies. Elle a enseigné à l'université du Zhejiang en république populaire de Chine, à l'université de Wurtzbourg, à l'université Tsinghua de Taiwan (en) et à l'université de Manchester, où elle dirige le Centre for Chinese Studies et occupe la chaire d'études chinoises. Depuis 2013, elle dirige le département Artefacts, Action and Knowledge de l'Institut Max-Planck d'histoire des sciences.

## Prix et distinctions
Pour sa thèse, elle a reçu en 1998 un prix de la fondation pour le mémorial annuel pour la science de Basse-Franconie. Elle a remporté en 2012 le prix Pfizer décerné par l’History of Science Society pour son livre The Crafting of the 10,000 Things (University of Chicago Press, 2011),,,. Pour ce même ouvrage, elle reçoit en 2013 le prix du livre Joseph Levenson (en) décerné par l'Association for Asian Studies.
En 2014, elle est élue à l'Académie allemande des sciences Leopoldina.

## Publications (sélection)
- (de) Des Kaisers seidene Kleider : Staatliche Seidenmanufakturen in der Ming-Zeit (1368–1644), Edition Forum, 1968, 235 p. (ISBN 978-3-927943-17-9)
- (en) The Crafting of the 10,000 Things : knowledge and technology in Seventeenth-Century China, Chicago, University Press of Chicago, 2011, 344 p. (ISBN 978-0-226-73584-9, lire en ligne)
- (en) Cultures of Knowledge : Technology in China, Leiden, Brill, 2012, 394 p. (ISBN 978-90-04-21844-4, lire en ligne)